# Konstantin Georgijewitsch Nossow
Konstantin Georgijewitsch Nossow (russisch Константин Георгиевич Носов; *  24. Juli 1938 in Leningrad; † 29. Juni 1984 in Sofia) war ein russischer Jazz-Trompeter, Flügelhorn-Spieler und Komponist des Modern Jazz.
Nossow studierte Trompete an der Rimski-Korsakow-Musikschule und begann nach dem Abschluss 1956 in Leningrad Jazz zu spielen in eine Gruppe des Saxophonisten Orest Kandat. Ab 1959 (bis 1966) spielte er im Orchester von Josif Weinstein (Vainstein) und mit dem Quintett von Gennadi Golstein (Altsaxophon), in dem auch Dawid Semjonowitsch Goloschtschokin (Klavier), Victor Smirnov (Bass), Stanislaw Streltzow (Schlagzeug) spielten und das er mit leitete. 1966 ging er mit anderen Mitgliedern des Quintetts zum Orchester von Eddie Rosner und 1967 zum Radioorchester (Konzertorchester von Zentral-TV und All-Unions Radio) von Wadim Ljudwikowski (1925–1995). 1969 bis 1973 gehörte er zur Bigband des Restaurants Vecherny Arbat in Moskau.
1973 bis 1980 spielte er im Ensemble Melodie (Melodiya) und nahm an Konzerten des Orchesters von Oleg Lundstrem teil.
1980 wanderte er nach Bulgarien aus, wo er in Sofia in der Sofia und Dinamit Brass Band spielte.
Er nahm nie als Leader auf, ist aber unter anderem auf Labirint von Georgi Garanjan zu hören (wo er eine Komposition Wilder Fluss, Ognennaja reka, spielt). Er komponierte auch Schneller als Dulcinea von Toboso.
Da sein Vater eine hohe Stellung in der Sowjetunion hatte, konnte er nicht ins Ausland reisen. Nach Frederick Starr war er der dritte russische Startrompeter in der Frühzeit des Modern Jazz in Russland (nach  Andrei Towmasjan und German Konstantinowitsch Lukjanow). Er stand in der Free Jazz Tradition von Don Cherry und wurde nach Starr praktisch von jedem sowjetischen Jazzmusiker hoch geschätzt.